# Mustafar
Mustafar er en planet i Star Wars-universet. Mustafar er i kronologisk rækkefølge med i Episode III - Revenge of Sith, Star Wars: The Clone Wars serie, Rogue One: A Star Wars Story og Episode VIII - The Last Jedi og Episode IX - The Rise of Skywalker. 
Planetens overflade er overvejende dækket af lava og klippe.
Darth Vader holder fra Episode III - VI til på Mustafar, hvor Vader ligeledes har et citadel.

## Historie
I Revenge of the Sith bliver separatistlederne nødsaget til at finde et nyt skjulested (hvilket bliver Mustafar), efter det lykkedes Obi-Wan Kenobi at spore General Grievous, droidehærens leder, til deres oprindelige lokalitet. Palpatine (som i virkeligheden er Darth Sidious) sender separatisterne til Mustafar, for at kunne dræbe dem, ved hjælp af Darth Vader. Padmé Amidala og Obi-Wan dukker dog op før Vader forlader planeten, og de to Jedier kommer ud i en lyssværdsduel, der ender med at Anakin mister sin ene arm og begge sine ben og bliver forbrændt. Palpatine (Darth Sidious) kommer ham dog til undsætning og får ham bragt i sikkerhed.
To årtier senere i Rogue One har Darth Vader i mellemtiden fået opført et slot med udsigt til den lavabred, hvor han blev vansiret. Slottet er endvidere bygget ovenpå et gammelt Sith tempel. Planeten er den eneste der ikke nævnes ved navn i Rogue One.
I The Rise of Skywalker finder Kylo Ren på Mustafar mere end 50 år efter Darth Vaders kamp imod Obi-Wan Kenobi den Sith stifinder, der hjælper ham til Kejser Palpatins skjulested, Exegol. Planetens overflade ser nu meget anderledes ud, da den er ved at vende tilbage til sin oprindelige tilstand efter voldsomme begivenheder i en fjern fortid. 
| Star Wars | Spire Denne Star Wars-artikel er en spire som bør udbygges. Du er velkommen til at hjælpe Wikipedia ved at udvide den. |